# داسون سیتی
داسون سیتی (به انگلیسی: Dawson City) یک شهرک در کانادا است که در یوکان واقع شده‌است.

## خصوصیات
داسون سیتی ۳۲٫۴۵ کیلومترمربع مساحت و ۱٬۳۱۹ نفر جمعیت دارد و ۳۷۰ متر بالاتر از سطح دریا واقع شده‌است.